# Kowala (gemeente)

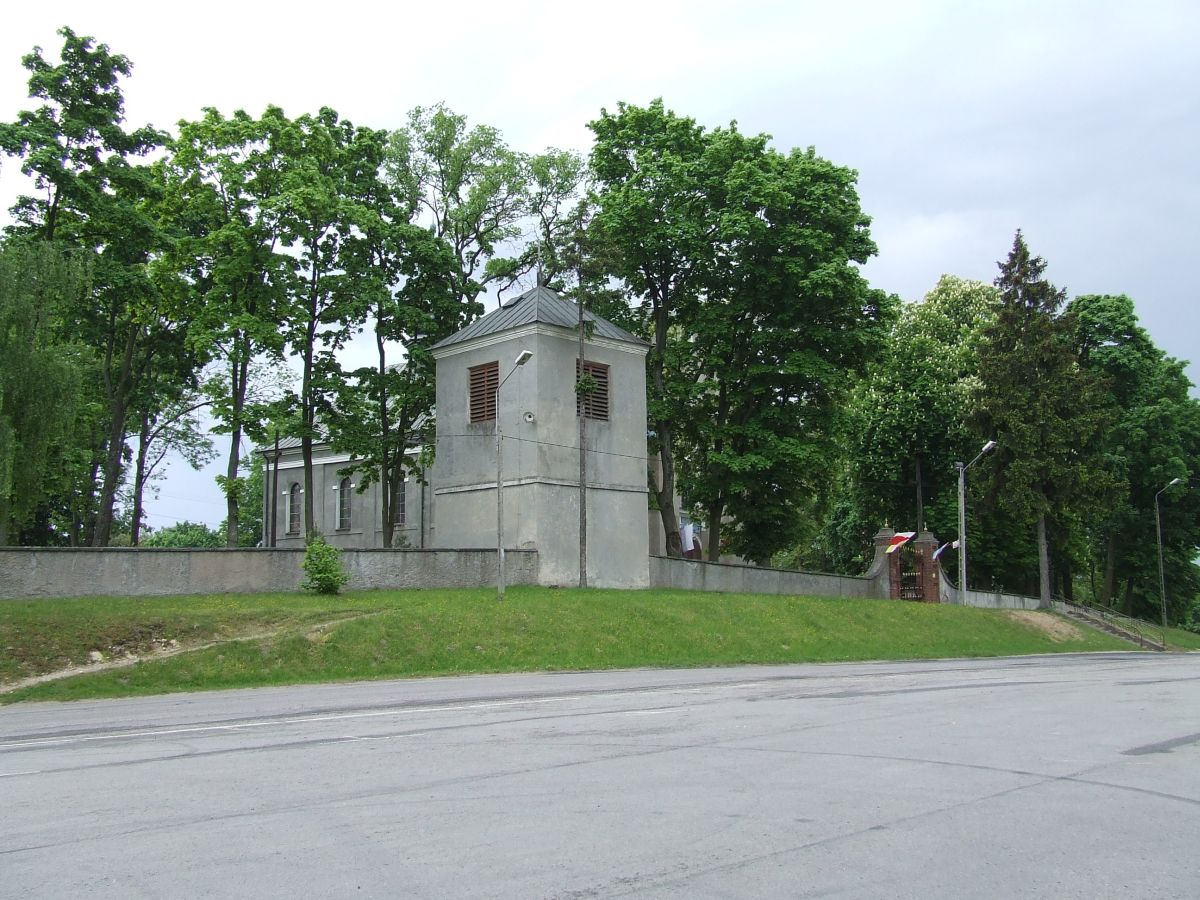
Kerk in Kowala

De gemeente Kowala is een landgemeente in het Poolse woiwodschap Mazovië, in powiat Radomski.
De zetel van de gemeente is in Kowala (tot 30 december 1999 Kowala-Stępocina genoemd).
Op 30 juni 2004 telde de gemeente 10 456 inwoners.

## Oppervlakte gegevens
In 2002 bedroeg de totale oppervlakte van gemeente Kowala 74,71 km², waarvan:
- agrarisch gebied: 87%
- bossen: 7%

De gemeente beslaat 4,88% van de totale oppervlakte van de powiat.

## Demografie
Stand op 30 juni 2004:
| Omschrijving                   | Totaal | Totaal | Vrouwen | Vrouwen | Mannen | Mannen |
| ------------------------------ | ------ | ------ | ------- | ------- | ------ | ------ |
| eenheid                        | aantal | %      | aantal  | %       | aantal | %      |
| inwoners                       | 10 456 | 100    | 5198    | 49,7    | 5258   | 50,3   |
| bevolkingsdichtheid (inw./km²) | 140    | 140    | 69,6    | 69,6    | 70,4   | 70,4   |

In 2002 bedroeg het gemiddelde inkomen per inwoner 1179,26 zł.

## Administratieve plaatsen (sołectwo)
Augustów, Bardzice, Dąbrówka Zabłotnia, Grabina, Huta Mazowszańska, Kończyce-Kolonia, Kosów, Kotarwice, Kowala-Stępocina, Ludwinów, Maliszów, Mazowszany, Młodocin Mniejszy, Parznice, Romanów, Rożki, Ruda Mała, Trablice.

## Aangrenzende gemeenten
Orońsko, Radom, Skaryszew, Wierzbica, Wolanów